# NGC 3064
NGC 3064 este o galaxie spirală situată în constelația Sextantul. A fost descoperită în 23 februarie 1886 de către Francis Leavenworth.